# Fitzwilliam Virginal Book
Pour les articles homonymes, voir FVB.

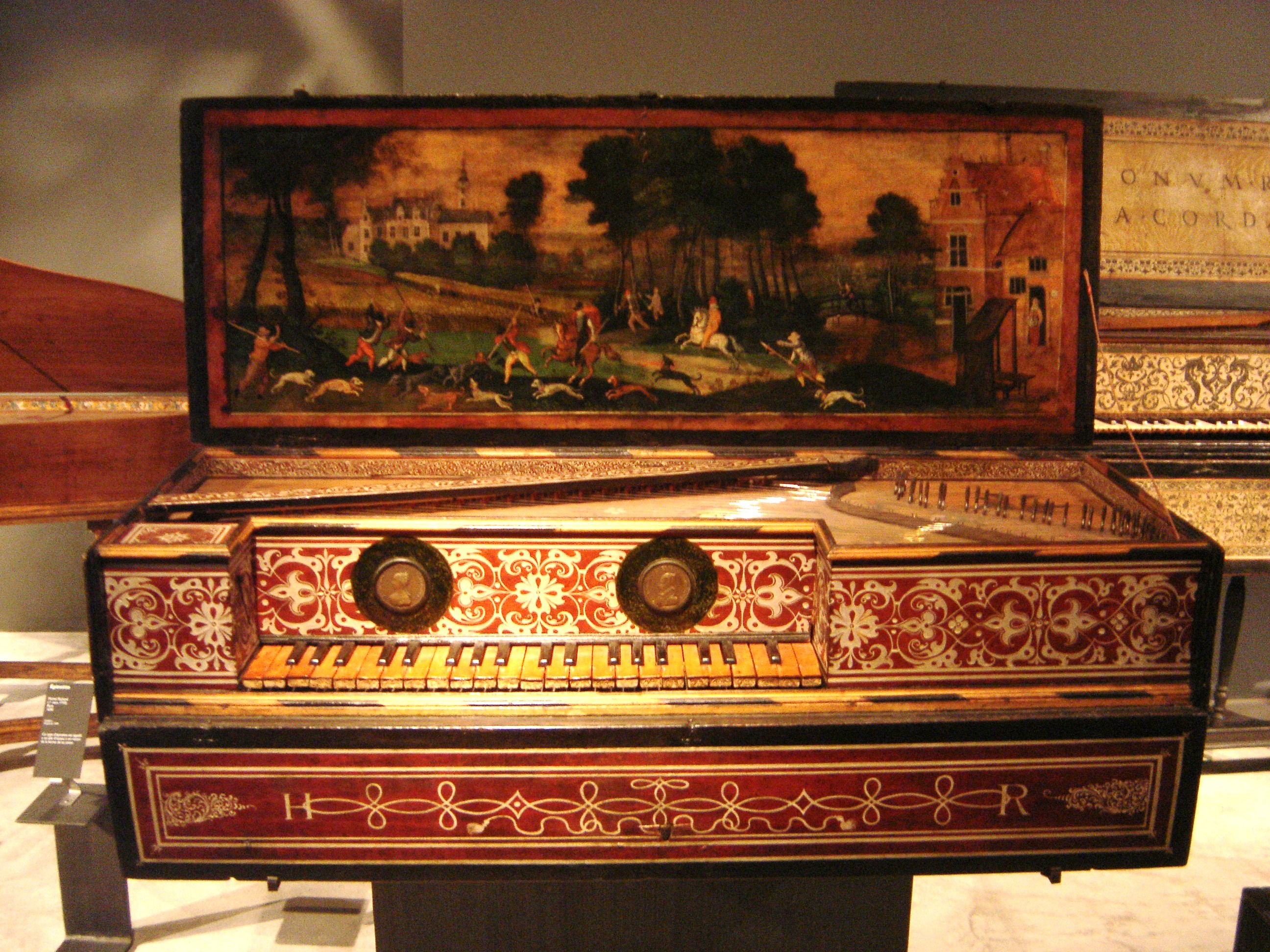
Virginal Hans Ruckers 1583 (Paris, musée de la musique).

Le Fitzwilliam Virginal Book (FVB) est le plus important recueil de musique pour le virginal ou le clavecin en Angleterre à la fin du XVIe siècle et au début du XVIIe siècle. Il est conservé au Fitzwilliam Museum, à Cambridge (Angleterre, référencé sous la cote Mu. MS. 168, olim 32.g.29).
Selon une tradition apocryphe le compilateur en aurait été Francis Tregian cadet (1574-1619), inquiété pour sa foi catholique. Il aurait copié ces œuvres choisies pendant son emprisonnement à la Tour de Londres ou à la prison de la Fleet, entre 1609 et 1619, date de sa mort. Mais « cette hypothèse est maintenant invalidée de façon convaincante par l'Américaine Ruby Reid Thompson » : le volume est clairement écrit par plusieurs auteurs pour le compte d'une maison de copie musicale (scriptorium), vraisemblablement en lien avec la Cour, car écrit sur le même papier de qualité utilisé pour les documents royaux.

## Le manuscrit
Le manuscrit de 220 folios, contient 297 pièces, de compositeurs, principalement anglais tels que : William Byrd, John Bull, Giles Farnaby, Peter Philips, etc. mais aussi de Sweelinck. Plusieurs des musiciens représentés sont très peu connus et certains ne le sont que par des pièces rassemblées dans le manuscrit. 44 pièces sont anonymes. Les dates de composition des pièces s'échelonnent approximativement entre 1562 et 1619.
Il a appartenu au XVIIIe siècle au compositeur Johann Christoph Pepusch, dont la femme était claveciniste. Le manuscrit est acquis par l'éditeur Robert Bremner en 1762, avant de devenir propriété de la famille Fitzwilliam.
Le manuscrit doit son nom à Richard Fitzwilliam (7e vicomte Fitzwilliam) (1745–1816), qui le légua à l'université de Cambridge en 1816, parmi 10 000 autres ouvrages ; le musée Fitzwilliam porte également son nom en son hommage.
Le manuscrit fut longtemps connu sous le nom de Queen Elisabeth's Virginal Book à cause sans doute de Charles Burney, alors que la reine décéda en 1603… : 
| « If her Majesty was ever able to execute any of the pieces that are preserved in a MS. which goes under the name of Queen Elizabeth's Virginal Book, she must have been a very great player: as some of these pieces, which were composed by Tallis, Bird, Giles Farnaby, Dr. Bull, and others, are so difficult, that it would be hardly possible to find a master in Europe who would undertake to play one of them at the end of a month's practice. – Charles Burney » |  |  | « Si Sa Majesté a jamais été en mesure d'exécuter l'une des pièces qui sont conservées dans ce manuscrit qui nous est parvenu sous le nom de Queen Elizabeth's Virginal Book, elle doit avoir été une grande interprète : comme certains de ces morceaux, qui ont été composés par Tallis, Bird, Giles Farnaby, Dr. Bull, et autres, sont si difficiles, qu'il ne serait guère possible de trouver un maître en Europe, qui s'engage à jouer l'un d'entre eux à la fin d'un mois de pratique. » |

Il s'agit d'une source essentielle pour la connaissance de la musique pour clavier à l'époque élisabéthaine et du début de la dynastie Stuart. On y trouve des morceaux de tous types : danses telles que pavanes et gaillardes, pièces de caractère aux noms évocateurs, airs populaires, arrangements, morceaux contrapuntiques, préludes, variations, etc. Malgré la qualité, les textes ne sont pas toujours très fiables. D'après les autres sources, il est souvent remarqué que le manuscrit n'est pas fondé sur les meilleurs originaux.
Bien que non précisé dans le manuscrit, les textes s'adressent à des instruments tels que le virginal, le clavecin, le clavicorde ou l'orgue positif.
Il existe d'autres compilations d'auteurs de la même époque et de grande qualité : le Forster Virginal Book, le Clement Matchett's Virginal Book, et le William Tisdale Virginal Book. La première publication imprimée de pièces pour virginal est le Parthenia vers 1611 ou 1612.

## Compositeurs et œuvres
Le no  entre parenthèses, renvoie à l'ordre du manuscrit dans l'édition Dover. MB est l'ordre des pièces dans le Musica Britannica. NE est l'ordre dans le My Ladye Nevells Booke.

### Pièces anonymes(44 pièces)
Les pièces 8 et 11 sont d'attribution incertaine, ce qui explique leur présence ici. Dans l'ordre du manuscrit :
1. Alman (no 14) - En sol mineur.
2. Pavana (no 16) - En ré majeur. Auteur marqué M. S.
3. Barafostus' Dreame[5] (no 18) -  En ré majeur. cf. no 131.
4. Muscadin (no 19) - En fa majeur.
5. Alman (no 20) - En sol majeur.
6. Galiarda (no 21) - En ré mineur.
7. Praeludium (no 22) - En sol majeur.
8. Praeludium El Kidermister (no 23) - En la majeur.
9. Praeludium (no 25) - En ut majeur.
10. The Irishe Ho-Hoane (no 26)
11. Heaven and Earth[6] (no 105) Noté Fre. Soit peut-être F. Tregian… Pièce en fa majeur.
12. Veni (no 107) Une longue broderie en doubles-croches à la main gauche soutient une mélodie à la main droite. La fin s'annonce avec des triolets descendants, puis des doubles notes glissant vers l'accord final en la majeur.
13. [sans titre] (no 111) - En ré mineur. Sans doute la pièce la plus courte du recueil, 10 mesures marquées C, tout en noir, dans un contrepoint à trois voix, les doubles notes étant à la main gauche.
14. Praeludium (no 120) - En sol.
15. Praeludium (no 151) - En la mineur.
16. Why aske you (no 161) - En ré.
17. Pakington's Pownde (no 178) En sol majeur.
18. The Irishe Dumpe (no 179) En fa majeur.
19. Watkins Ale[7] (no 180, BK 180) En sol majeur.
20. Can shee (no 188) En sol mineur.
21. A Toy (no 193) En sol majeur. Sur deux lignes. Le thème est repris pour la pièce n° 204.
22. An Almain (no 200) En sol. Sur deux lignes.
23. Corranto (no 201) En sol. Sur deux lignes.
24. Alman (no 202) En ut. Sur deux lignes.
25. Corranto (no 203) En la. Sur deux lignes.
26. Corranto (no 204) En sol. Le manuscrit renvoie à la pièce 193 A Toy au thème identique.

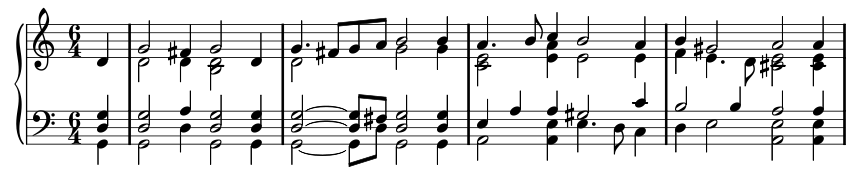
Martin sayd to his man, premières mesures.

27. Corranto (no 205) En ré.
28. Daunce (no 206) En ut.
29. [sans titre] (no 211) Sur trois lignes. Martin sayd to his man, premières mesures.
30. Martin sayd to his man[8] (no 212) En sol.
31. Coranto en la (no 221)
32. Corranto en ré mineur - no 223 Suave mélodie pleine de nostalgie.
33. Corranto en ré mineur - no 224
34. Corranto en sol - no 225
35. Corranto en sol - no 226
36. Alman en mi mineur - n° 227
37. Nowel's Galliard en sol - no 244 The King's Morisco, le thème.
38. The King's Morisco en la - no 247

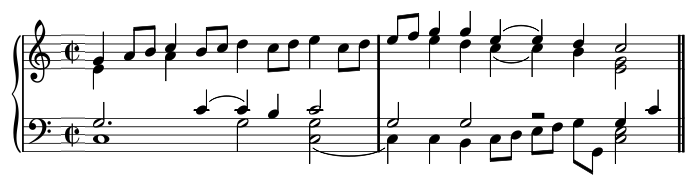
The King's Morisco, le thème.

39. Alman en sol - no 249 Deux fois quatre mesures avec reprises.
40. A Toye en sol - no 273
41. Corranto en ré - no 274 On retrouve la mélodie du no 223 avec une harmonie quasi identique, mais des décalages rythmiques.
42. Corranto : Lady Riche en la - no 275
43. Corranto en sol - no 276
44. A Toy en sol - no 278
45. Allemanda en sol - no 284
46. Dalling Alman en ut - no 288

### William Blitheman1525?-1591(une pièce)
1. In Nomine (no 50) En ré majeur. Il s'agit du troisième Gloria tibi Trinitas sur les six du Mulliner Book.

### Doctor John Bull 1563-1628(44 pièces)
John Bull est le virtuose du recueil, « versatile bateleur » comme dit G. Sacre, face à Byrd le poète. Il ne refuse aucun tourment à ses interprètes…
1. Christe Redemptor (no 125)
2. Dr. Bull's Juell (no 138)
3. Duchess of Brunswick's Toye (no 272) en la
4. Duke of Brunswick's Alman (no 142) - En la. Courte et magnifique pièce, pleine de majesté. Elle est construite en un thème et sa réponse, puis variation avec deux réponses.
5. [Fantasia IX] (no 38)
6. Fantasia (no 108)
7. Piper's Galliard (no 182) En la. cf. la Pavane de Martin Pierson no 182 aussi dans l'édition Maitland)
8. Galliarda (no 17) - En la majeur.
9. Galliarda [X] (no 46)
10. Variatio (no 47)
11. Galliarda [IX] (no 185) En ré.
12. Galliarda [IX] (no 186) En ré.
13. Gigge, A - Doctor Bull's my selfe (no 189) En ut.
14. Gigge, A. (no 190) En sol.
15. Glioria tibi Trinitas (no 44) - En la majeur.
16. In Nomine [IX] (no 37, MB 12) - En ré mineur. Le plain-chant est emprunté au Benedictus de la Messe Gloria Tibi Trinitatis de John Taverner.
17. In Nomine [X] (no 119) - En la.
18. The King's Hunt (no 135) - L'une des pièces les plus célèbres. Cf. la pièce de Farnaby homonyme (no 53).
19. Miserere, three parts. (no 279) Le thème énoncé en rondes d'abord, se trouve exploité en diminutions : noires puis croches, doubles-croches…
20. Pavan, Lord Lumley Paven (no 41)
21. Galiarda to my L[ord] Lumley's Paven (no 11) -
22. Pavan, The Quadran Paven (no 31) - En sol majeur.
23. Variatio of The Quadran Paven (no 32)
24. Galliard to The Quadran Paven (no 33)
25. The Spanish Paven (no 139) - En sol mineur.
26. Pavan [I] (no 13) - En sol majeur.
27. Galliard [I] (no 46) - En sol majeur.
28. Pavan (no 136) - En ré majeur.
29. Galliard (no 137) - En ré majeur.
30. Pavana [VII]
31. Galliard to the Pavan
32. Pavana [IX] (no 34) - En la mineur.
33. Galliard to the Pavan (no 48)
34. Praeludium [I] (no 43) - En ré majeur.
35. Praeludium [VII] (no 106) En sol majeur.
36. Praeludium [VII] (no 192) En sol. Aussi court que virtuose.
37. Praeludium [IX] (no 210) Gammes descendantes
38. Praeludium [X] (no 115) - En la.
39. Praeludium D. [XIII] (no 184)
40. Praeludium Dor. [XIII] (no 116) - En fa majeur.
41. Saint Thomas Wake (no 36) - Pièce à 5 variations. Le thème repris inlassablement à la main droite, laisse une main gauche jouer de rapidité et de diverses formules.
42. Salvator Mundi (no 45) - Pièce construite sur le Plain-chant. En sol majeur.
43. Ut, re, mi, fa, sol, la [Fantaisie sur l'Hexacorde] (no 51) En sol. Le thème revient 17 fois et le travail est très chromatique ce qui induit un accord d'instrument quasi tempéré.
44. Ut, re, mi, fa, sol, la [Fantaisie sur l'Hexacorde] (no 215) En sol.
45. Variatio Ejusdem (no 183) En la. Pièce virtuose en traits de triples coches alternativement à la main droite et à la main gauche. Premières mesures du Walsingham de John Bull, le thème.

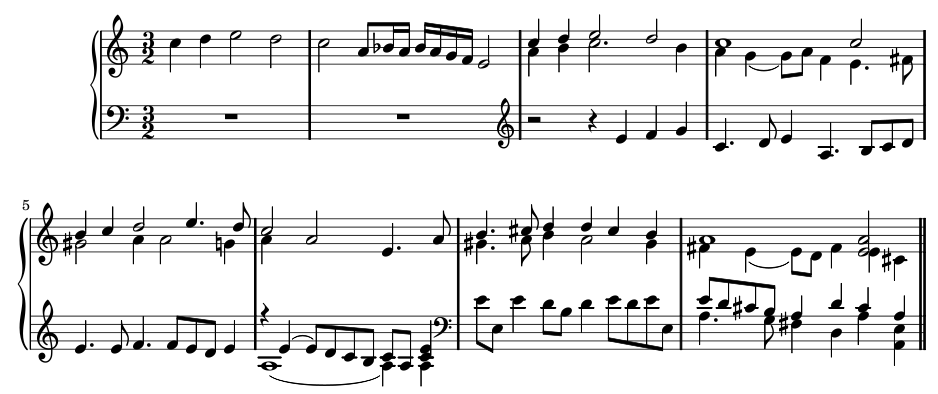
Premières mesures du Walsingham de John Bull, le thème.

46. Walsingham (no 1) - Pièce à 30 variations en la mineur sur As I went to Walsingham et inspirée d'une pièce de Byrd (qui n'avait ajouté que 22 variations). Composée par un virtuose de l'instrument, elle multiplie les jeux rythmiques, les traits, gammes, arpèges, intervalles brisés, notes répétées et contient des croisements de mains. Elle ouvre le recueil magistralement.

### William Byrd 1539/40-1623(73 pièces)
William Byrd est un poète, âme du virginal pour lequel il sonne dans toute sa noblesse, au détour de chaque page. Le recueil fait la fête au « Father of Musick » par le nombre de pièces et la qualité de l'inspiration ou de la facture, dont il transforme l'écriture pour clavier par le rythme plein de force, l'accent ou la mélodie, l'amenant à son épuisement. Parmi les cent-vingt pièces du maître, voici les soixante-dix du manuscrit. Mais « certaines pièces semble-t-il, ne sont pas de Byrd. » dit Davitt Moroney. BK (Byrd Keyboard) correspond au catalogue des œuvres de William Byrd.
1. All in a Garden green[9] (no 104, BK/MB 56, NE 32) Figure aussi dans le recueil My Ladye Nevells Booke.
2. Alman, Monsieurs Alman (no 61, MB 87, NE 38) Figure aussi dans le recueil My Ladye Nevells Booke.
3. [Alman] Variation (no 62)
4. The Queenes Alman (no 172, BK/MB 10) En sol mineur. C'est une série de trois variations sur la chanson Une jeune filette, qui apparaît à Sienne au XVe siècle. Il s'agit d'une jeune fille de bonne famille que l'on contraint à entrer au couvent[10].
5. Alman [VII] (no 156) En sol.
6. Alman [IX] (no 163, MB 11)
7. Alman [XIII] (no 63) En ut majeur.
8. The Bells (no 69, BK 38) - Pièce à 9 variations construite sur un do-ré (une ronde, une blanche) en basse obstinée (ground) répété 118 fois tout le long du morceau. Le FWVB est la source unique de l'œuvre. Davitt Moroney soutient que les parties 4 et 5 ont été inversées[11]. C'est l'une des pièces les plus connues de W. Byrd ; sans doute en partie à cause de l'arrangement qu'en fit Carl Orff sous le nom d’Entrata en 1928.
9. Callino Casturame (no 158, BK/MB 35) - Les paroles sont peut-être d'origine irlandaise, par déformation : Je suis une fille du bord de la rivière Suir. Shakespeare y fait allusion dans Henri V (acte IV, sc. 4). Byrd a composé des variations sur le même thème.
10. The Carman's Whistle (no 58, MB 36, NE 34) - Pièce à 9 variations en ut majeur. L'air provient d'une ballade publiée et attribuée à Robert Johnson ou à son père John Johnson. Le Carman est un vieux mot anglais pour chartier. Il se servait d'un sifflet. (cf. Henri IV de Shakespeare, acte III). Figure aussi dans le recueil My Ladye Nevells Booke.
11. Coranto [IX] (no 218, MB 21)
12. Coranto [XIII]
13. The Earl of Oxford's Marche (no 259, MB 93, NE 3) Figure aussi dans le recueil My Ladye Nevells Booke sous le titre The marche before the Battell.
14. Preludium to the Fantasia (no 100, MB 12)
15. Fantasia [VII]
16. Fantasia [VIII] (no 8, MB 63) En sol majeur.
17. Prelude to Fantasia (no 100, BK 12) Le manuscrit présente ce prélude comme lié au Fancie suivant (no 52, BK 13), mais aucune autre source ne le fait. Dans son intégrale, Davitt Moroney joue ce prélude cinq fois avec des instruments différents
18. Fantasia [IX] (no 52, BK 13) En la majeur. On trouve ici autant d'originalité que de vigueur pour une œuvre considérée comme antérieure à 1563. À la mesure 82 Byrd cite une chanson célèbre à l'époque, dont le titre n'est pas parvenu jusqu'à nous[12]. Cette Fantaisie est souvent au programme des disques ou des concerts tant sa richesse est grande.
19. Fantasia [XIII] (no 103, BK/MB 25) Figure aussi dans le recueil My Ladye Nevells Booke (no 36).
20. Fortune[13] (no 65, BK/MB 6) - Pièces en 4 variations.
21. Galliard [I] (no 164, BK/MB 53) En ré mineur.
22. Sir John Grayes Galliard (no 191, BK 104) En ré. Noté juste des initiales « W.B. ». Moroney la traite de « pièce faible » et ne la joue pas dans son intégrale.
23. The Ghost (no 162, BK 78) Pièce en forme d'alman.
24. A Gigg (no 181) En la.
25. Gipseis Round (no 216, BK/MB 80) En sol.
26. The Hunt’s up[14] (no 59, BK 40, NE 8) En ut. - Pièce de jeunesse, des années 1560 ou 1570, lorsque Byrd était organiste de la Lincoln Cathedral. La durée avoisine les sept minutes : c'est une œuvre ambitieuse. Le compositeur n'utilise pas la mélodie de la ballade, mais la basse qu'il traite en forme de Ground, avec 11 variations. Au cours de la pièce, Byrd utilise au-dessus de la basse, une autre chanson populaire de l'ère Élisabéthaine, The Nine Muses. Si le My Ladye Nevells Booke copie le Hunt’s up (en 13 pages, f°46-52r), le manuscrit Fitzwilliam recueil une autre version intitulée Pescodd Time (no 276) qui utilise le même ground. On trouve dans la littérature de l'époque une version de Hunt’s up pour deux luths avec neuf variations, publiée après 1580 de Robert Johnson sur le ground, et un cycle de variations de Orlando Gibbons, fondé sur la mélodie elle-même.
27. Jhon come kisse me now[15] (no 10, BK 81) - En sol majeur. Avec 16 variations de quatre ou huit mesures. Il s'agit d'une œuvre tardive du compositeur écrite vers le début du siècle. Byrd harmonise le thème en utilisant une version modifiée du Passamezzo moderno.
28. La Volta (no 155, MB 91 / BK 90) - En sol majeur. Inoubliable pièce d'un Byrd mélodiste.
29. La Volta [T. Morley, set by William Byrd] (no 159) En sol majeur.
30. Malt's come downe[16] (no 150, BK 107) - En sol. Thème et 8 variations. Moroney la qualifie de « maladroite » et la retranche des œuvres du compositeur. The Maydens Song, le thème de Byrd (no 126)

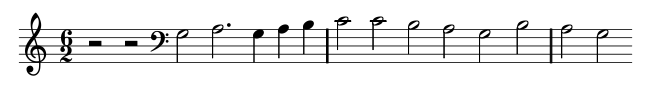
The Maydens Song, le thème de Byrd (no 126)

31. The Maydens Song (no 126, BK/MB 82, NE 28) - En sol. Figure aussi dans le recueil My Ladye Nevells Booke.
32. A Medley (no 173, BK 112) En fa majeur. Attribution douteuse. Moroney affirme qu'elle ne peut être de lui.
33. Miserere, 3 parts (no 176, BK 66) La pièce semble commencer facilement, mais la superposition de rythmes ternaires et binaires complique l'exécution surtout lorsque la même main doit exécuter des doubles notes en décalage rythmique…
34. Miserere, 4 parts (no 177, BK/MB 67, NE 27) En ré.
35. O Mistrys myne [, I must]. D'après une chanson de Thomas Morley sur un texte de William Shakespeare[17] (no 66, BK/MB 83) - Pièce en 6 variations. Figure aussi dans le recueil My Ladye Nevells Booke.
36. Pavana Bray (no 91, BK 59a)
37. Galliarda (no 92, BK 59b)
38. Pavana Ph. Tr (no 93, BK 60a) Le titre, qui n'apparaît ainsi que dans le Fitzwilliam, est peut-être une référence à Philippa Tregian, la sœur de Francis Tregian Jr.
39. Galliard [XIII] (no 94, BK 60b) Premières mesures de la Galliard no 94.
40. Pavan, Canon 2 in 1 (BK 74)

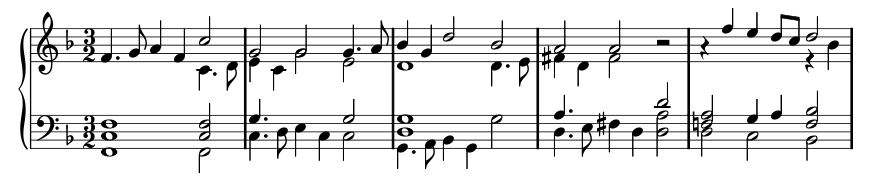
Premières mesures de la Galliard no 94.

41. Pavana [Johnson's] Delight [Johnson, set by Byrd] (no 277, BK 5a) - En sol mineur[18].
42. Galliard (no 278, BK 5b) - Ce couple est une transcription d'une œuvre pour luth très populaire, dont on peut traduire le titre par Pavane pour faire plaisir. C'est sans doute par erreur que le manuscrit indique Edward Johnson et non John Johnson.
43. Pavana Fantasia [VIII]
44. Galliarda [VII] Premières mesures de la Pavana Lachrymae n° 121

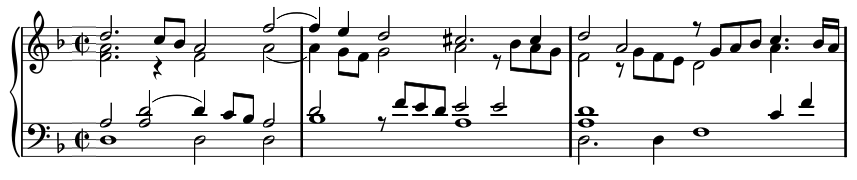
Premières mesures de la Pavana Lachrymae n° 121

45. Pavana Lachrymae [Dowland, set by Byrd] (no 121, BK 54) - En ré mineur. La pavane est articulée en trois parties et chacune d'elles en deux : énoncé et réponse. La Pavana de Morley, n° 153 débute sur le même thème envoûtant de Dowland et possède la même architecture. La pièce pour luth de Dowland avait été imprimée en 1604.
46. Galliard [James Harding, set by Byrd] (no 122, BK 55) - En fa.
47. Lady Montgle's Paven (no 294, BK 75)
48. Passamezzo Pavana (no 56, BK 2) En sol mineur.
49. Galliarda Passamezzo (no 57)
50. Quadran Paven (no 133, BK 70a) - En sol[19].
51. Galliard (no 134, BK 70b) Premières mesures de la Pavane no 167.

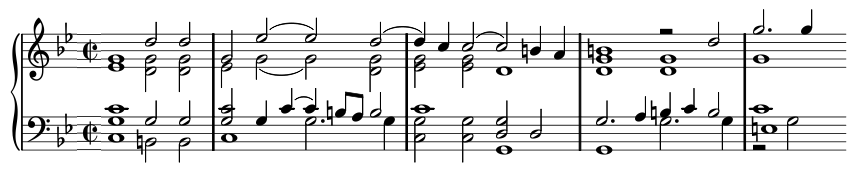
Premières mesures de la Pavane no 167.

52. Pavana [I] (no 167, BK 29) En ut mineur. Dans la marge : « the first that ever hee made » (la première qu'il ait jamais composée).
53. Galliarda (no 168)
54. Pavana [IX] (no 165) En sol mineur.
55. Galliarda (no 166)
56. Pavana (BK 14a)
57. Galliarda (BK 14b)
58. Pavana (no 174) En la.
59. Galliarda (no 175)
60. Pavana
61. Galliarda
62. Pavana
63. Galliarda
64. Pescodd Time[20] (no 276) En ut. Fondée sur la même mélodie que The Hunt's up (no 59).
65. Praeludium [XIII] (no 24) - En ut majeur.
66. Rowland, Lord Willobies Welcome Home (no 160, BK/MB 7, NE 33). La mélodie est plus connue sous le titre de My Lord Willoughby's Welcome Home. La pièce est composée pour féter le retour de la guerre aux Pays-Bas, de Peregrine Bertie, Baron Willoughby de Eresby. Rowland en étant le titre hollandais.
67. Sellinger's Round[21] (no 64, BK 87, NE 37) - Pièce en forme de 9 variations en sol majeur. Dans son texte d'accompagnement de son disque consacré à Byrd et Gibbons, Glenn Gould écrit : « Trois mesures après le début de la neuvième et dernière variation du Sillinger's Round de William Byrd, un seul si bémol isolé dans cette œuvre de cent quatre-vingt-deux mesures annonce à la fois la fin du morceau et l'émergence prochaine d'un nouveau système harmonique orienté vers la tonalité, auquel d'ici peu d'années presque toute la musique de l'époque va souscrire. ». Figure aussi dans le recueil My Ladye Nevells Booke.
68. Treg[ian's] Ground (no 60) En la majeur.
69. Ut, re, mi, fa, sol, la (no 101, BK/MB 64, NE 9) En forme de ground sur l'hexacorde. On pense que la pièce a été composée vers 1575 pour le dix-septième anniversaire de la reine Élisabeth. Figure aussi dans le recueil My Ladye Nevells Booke (fos 52v-58r).
70. Ut, mi, re (no 102, BK/MB 65) En forme de 13 variations. Premières mesures du Walsingham de Byrd.

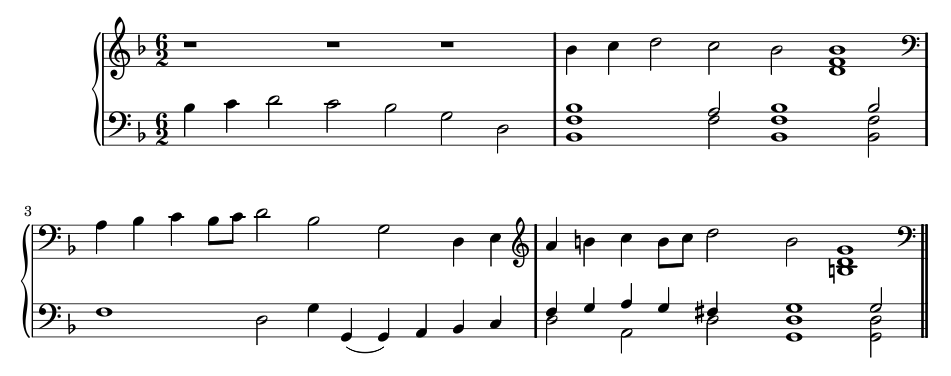
Premières mesures du Walsingham de Byrd.

71. Walsingham (no 68, MB 8, NE 31) En sol mineur. Pièce en forme de variations (22). Dans le My Lady Novells Booke : Have with yow to Walsingham[22]. La chanson de route fait référence au pèlerinage de Walsingham, dédié à la vierge Marie et démantelé en 1538. Byrd, qui compose les variations à la fin des années 1550, y cache un « discours secret » adressé aux réfractaires catholiques dans l'époque élisabéthaine. Il y a, dit le musicologue Bradley Brookshire, « des symboles musicalement codés de vénération et de lamentation catholique[23]. » L'interprétation de la pièce dure environ dix minutes. Cette œuvre inspira la monumentale pièce homonyme de John Bull, avec pas moins de trente variations pour environ 16 min (no 1).
72. Wolsey's Wide (no 157) En ut.
73. The Wood so Wilde (no 67) - Pièce en forme de variation (14) en sol majeur. On trouve le titre plus complet dans le My Lady Novells Booke : Will you wake the woods soe wylde. Le manuscrit date le morceau de 1590. Will you wake the woods soe wylde est le titre d'une chanson de l'époque Tudor, dont il a été dit qu'elle était l'une des favorites d'Henry VIII. Le texte a été perdu et l'on ne connait qu'un vers du refrain : « Shall I go walk the wood so wild, wandering, wandering, here and there », soit : « Dois-je aller marcher au bois si sauvage, errant, errant çà et là ». La mélodie se retrouve chez différents auteurs de l'époque, notamment chez Dowland, dans une pièce célèbre : Can she excuse my wrongs (1597) et utilisé par O. Gibbons (no 40) en huit variations.

### Giles Farnabyc.1563-1640(51 pièces)
Guy Sacre résume d'un trait le portrait du compositeur Giles Farnaby : « il est le lutin, l'alerte chansonnier qui n'a besoin que de quelques lignes pour dire amicalement son brin de joie ou de nostalgie. » Et en effet bien des pièces n'excèdent pas la page, mais sont capables tour à tour de suspendre le temps ou d'emporter en un voyage immobile, l'auditeur ou le déchiffreur. Il était facteur d'instrument à Londres et docteur en musique diplômé d'Oxford. On ne connaît que deux autres pièces pour clavier du compositeur.
1. A Toy - Pièce dédiée à la Princesse de Brunswick - En la majeur.
2. Fantasia [I] (no 208) En sol.
3. For two Virginals (no 55) Seulement huit mesures pour, comme son nom l'indique, deux instruments.
4. The K[ing's] Hunt (no 53) - cf. la pièce homonyme de Bull.
5. Pavana [1] (no 39) Robert Johnson Set by Giles Fanaby
6. Spagnioletta (no 54) - En ut majeur. Pièce de grand charme.
7. Daphne[25] [5] (no 112) - En ré mineur.
8. Pawles Whalfe [6] (no 113) - En ré.
9. Quodlings Delight [7] (no 114) - En la. Le thème de quatre mesures est varié quatre fois, mais est lui-même  divisé en deux : énoncé et réponse.
10. Put up thy Dagger, Jemy [8] (no 127) - En ut. Sous forme de 8 variations. La pièce se trouve aussi dans le Priscilla Bunbury's Virginal Book, mais sans nom d'auteur.
11. Bony sweet Robin [9] (no 128) - En ré. Cinq variations. La chanson populaire utilisée pour thème, My Robin is to the Greenwood Gone ou Bony sweet Robin – dont le texte a été perdu[26] – est aussi utilisée par John Munday. Elle apparaît souvent chez les luthistes (William Ballet's lute book, Anthony Holborne, Thomas Robinson et John Dowland).
12. Fantasia [10] (no 129) - En ré.
13. Woody-Cock [2] (no 141) - En ré. Pièce virtuose à cinq variations ne laissant aucun répit à l'exécutant.
14. Rosasolis [12] (no 143) - En ut. Superbe petite pièce chantante à 12 variations dont la ritournelle envoûtante a des accents de bonheur et de nostalgie mêlés[27]. Il serait intéressant de trouver la signification de Rosasolis. Une chanson ?
15. Alman (no 147) [Robert Johson, set by Giles Farnaby] - En sol. Courte pièce au thème chantant et à la basse ductile.
16. The New Sa-Hoo [13] (no 148) - En ut. Courte pièce.
17. Giles Farnaby's Dreame (no 194) En ré.
18. His Rest. Galiard (no 195) En sol.
19. His Humour (no 196) En sol.
20. A Maske (no 198, MB 31)
21. A Maske (no 199, MB 32) En sol.
22. A Maske (no 209, MB 33) En sol. Petite pièce au rythme complexe. Le début de la section deux suspend le temps pendant une mesure.
23. Up Tails All (no 242) En sol. La pièce est d'une effarante virtuosité ; chacune des 19 variations du thème de quatre mesures, exploite, qui le rythme, les doubles notes – en tierces ou en sixtes – les trais, les contretemps, à deux trois ou quatre voix… La variation 17 est notée en double mesure : C barré à la main droite et 12/4 à la main gauche. Ci-dessous : le thème des variations « Up Tails All ».

### Richard Farnaby(4 pièces)
De Richard Farnaby, on ne connaît que deux autres pièces d'un des fils de Giles Farnaby. 
1. Nobody's Gigge [I] (no 149) - En ut. Thème varié une fois. La main gauche est très sollicitée notamment avec de grands écarts.
2. Fayne would I Wedd (no 197) En sol mineur.
3. A Duo (no 248) En ut. Petite pièce à deux voix en imitation.
4. Hanskin[28] (no 297) En sol.

### Galeazzo(une pièce)
1. Praeludium (no 99)

### Orlando Gibbons 1583-1625(2 pièces)
Orlando Gibbons est mal représenté dans le manuscrit. Mais il est la source principale pour The Lord of Salisbury his Pavan
1. The woods so wilde (no 40) - La pièce s'interrompt brusquement à la première mesure de la cinquième section. Les éditeurs ont ajouté la copie du ms. 31.103 du British Museum. Voyez la pièce homonyme de William Byrd au no 67, qui reprend le thème.
2. Pavana (no 292) En la.

### James Harding(une pièce transcrite par Byrd)
1. Galiarda, set by Byrd (BK 55)

### Edmund Hooper(2 pièces)
1. Alman en la (no 222) Courte pièce de deux fois cinq mesures, avec reprise de chaque section.
2. Corranto en ut (no 228) Courte pièce de deux fois huit mesures, avec reprise de chaque section.

### William Inglott(2 pièces)
1. A Galliard Ground en ré (no 250)
2. The Leaves bee greene[29] en sol (no 251)

### Edward Johnson(une pièce)
1. Jhonson Medley en ré mineur (no 243)

### Robert Johnson(2 pièces)
1. Alman (no 145) - En ré. Courte pièce de deux fois huit mesures.
2. Alman (no 146 - En ré majeur. Même structure que la précédente.

### Marchant(une pièce)
1. Allemanda (no 187) En ut.

Ci-dessous : le thème et le début de la reprise.

### Thomas Morley(9 pièces)
1. Goe from my window[30] (no 9) - La pièce est attribuée à John Munday.
2. Nancie [ou Fancie] (no 12) - En ut majeur.
3. Fantasia (no 124) Très belle pièce a l'écriture souple et virtuose. Hélas l'une des seules parvenues jusqu'à nous.
4. Alman (no 152) - En ut. Premières mesures de la Pavana de Morley, n° 153
5. Pavana (no 153) - En la mineur.

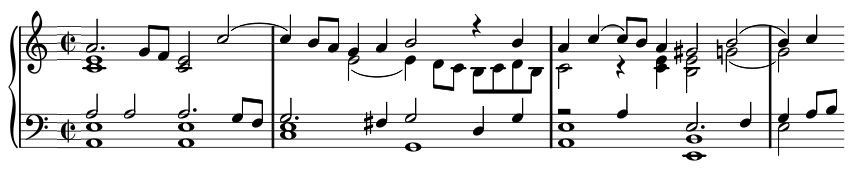
Premières mesures de la Pavana de Morley, n° 153

6. Galiarda (no 154) En la majeur. Dans ce couple, qui reprend le thème de la Pavana Lacrymae de Dowland (cf. no 121), se retrouve la profondeur d'une œuvre au contrepoint subtil et aux imitations nombreuses. La Galiarda passe au majeur.
7. Pavana (no 169) En fa majeur.
8. Galiard (no 170 En fa.
9. La Volta (no 159) T. Morley, set by Byrd.

### John Munday(5 pièces)
1. Fantasia. Faire Wether (no 3)
2. Fantasia [IX] (no 2)
3. Go from my Window (no 42) La pièce est attribuée à Morley au no 9 avec des variantes. Seule la variation 8 est particulière.
4. Munday's Joy en la majeur (no 282)
5. Robin (no 15) - En sol mineur.

### Thomas Oldfield(une pièce)
1. Praeludium Petit prélude en la.

### John Oystermayre(une pièce)
1. Galiarda en sol (no 260)

### Robert Parsons-1570(une pièce)
1. In Nomine - En ré mineur. Noté [John?] Parsons et signé Persons. Le plain-chant est entendu à l'alto. L'œuvre originale est conçue pour ensemble de violes à cinq voix. Selon Davitt Moroney, la pièce est probablement une transcription de Byrd[31], en accord avec le Forster Virginal Book[32] (no 48) qui contient la seule attribution à W. Byrd.

### Martin Peersonc.1571-1651(4 pièces)
1. Alman [X] (no 90)
2. The Fall of the Leafe en ré mineur (no 272)
3. The Primerose en ut (no 271)
4. Pipers Paven (no 182 sic) En la. cf. la Piper's Galliard de J. Bull (no 183)

### Peter Philipsc.1561-1628(19 pièces)
La quasi-totalité des pièces pour clavier connues de Peter Philips proviennent du FVB. Toutes les pièces se suivent dans le manuscrit, numérotées sous le titre de 1 à 19.
1. Tirsi, di Luca Marenzio. D'après le madrigal en trois parties du Premier livre de madrigaux de Marenzio (1580). 1/ Intavolata di Pietro Philippi (no 70)
2. 2/ Freno. Seconda Parte (no 71)
3. 3/ Cosi moriro. 3e Parte (no 72)
4. Fece da voi a 6 (no 73) en sol majeur.
5. Pavana Pagget (no 74) En ut mineur. Lord Thomas Pagget, mécène de Philips et tout aussi catholique que le musicien, mourut en 1590.
6. Galiarda (no 75) En ut mineur.
7. Passamezzo Pavana (no 76) Pièce en forme de 7 variations. Notée 1592.
8. Galiarda Passamezzo (no 77) 10 variations.
9. Chi fara fede al cielo, di Alessandro Striggio. (no 78) D'après un madrigal de Striggio.
10. Bon jour mon Cueur[34], di Orlando di Lasso (no 79) D'après Roland de Lassus.
11. Pavana Dolorosa Treg[ian] (no 80) Noté, "Set by Peter Philips".
12. Galiarda Dolorosa (no 81)
13. Amarilli di Julio Romano[35] (Notée 1603, n° 82) D'après une célèbre monodie de Giulio Caccini, extraite du nuove musiche publiée à Florence en 1602 et vite diffusée dans toute l'Europe.
14. Margott Laborez (no 83) D'après Roland de Lassus.
15. Fantasia (no 84) En sol majeur. Les 39 reprises du thème sont notées à chaque départ.
16. Pavana En sol majeur (Notée 1580, no 85) Ajout manuscrit : "la première que Philips ait composé" et sans doute la seule pièce composée en Angleterre…
17. Le Rossignuol (1595, no 86) D'après Roland de Lassus.
18. Galliardo (no 87) Brève page de 8 mesures en sol majeur.
19. Fantasia (Notée 1582, no 88)

Le début de la troisième variation de la Passamezzo Pavana (no 76) :

### Giovanni Picchi(une pièce)
1. Toccata (no 95) - En ré majeur. Magnifique petite pièce virtuose qui alterne tremblements, arpèges, traits, fusées… À en juger par les tenues, la conception est organistique.

### Ferdinando Richardsonc.1558-1618(8 pièces)
1. Pavana [I] (no 4)
2. Variatio (no 5)
3. Galliard (no 6)
4. Variation (no 7)
5. Pavana [VII] (no 27)
6. Variatio (no 28)
7. Galliard [I] (no 29) - En sol mineur.
8. Variatio (no 30) - En sol mineur.

### Philip Rosseter(une pièce transcrite par Giles Farnaby)
1. Galliard, set by Farnaby

### Alessandro Striggio(une pièce transcrite par Philips)
1. Chi fara fede al Cielo

### Nicholas Strogers(actif entre 1560 et 1575)(une pièce)
1. Fantasia (no 89)

### Jan Pieterszoon Sweelinck1562-1621(4 pièces)
1. Praeludium Toccata (no 96)
2. Ut, re, mi, fa, sol, la, a 4 voci [2] (1612) (no 118) - En fa. 20 répétitions pour cet hexacorde.
3. Psalme [140] [3] (no 144) - En ut. Avec 5 variations. La première et seconde variations sont à deux voix. La troisième fait intervenir une troisième voix. La dernière est plus développée ; la main droite évoluant rapidement - croches, double croches, sextolets -, pendant que la gauche se partage le cantus au ténor, et une basse mobile. La pièce se termine en gammes de double notes.
4. Fantasia [I] (no 217) En ré. Signée « Jhon Pieterson Sweeling. Organista a Amstelreda ».

### Thomas Tallis1505-1585(2 pièces)
1. Felix namque 1 (1562) (no 109)
2. Felix namque 2 (1564) (no 110) en la.

### William Tisdale(5 pièces)
1. Almand (no 213) En la.
2. Pavana Chromatica, Mrs Katherin Tregians Paven (no 214) En si mineur.
3. Pavana : Clement Cotton, en la (no 219) Petite pavane à quatre mesures et trois strophes. Partant d'un la mineur éploré, après un sol haut perché, vient un bref ut majeur éclairant immédiatement la pièce qui reste en la majeur jusqu'à la fin de l'énonciation dans une cadence ornée qui affirme le ton. Ce petit voyage harmonique se reproduit dans les deux autres strophes en variant légèrement l'épisode aiguë.
4. Pavana [I] (no 220)
5. Galliarda (no 295)

### Thomas Tomkins1572-1656(5 pièces)
1. Pavana [I] (no 123) - En la.
2. A Grounde [2] (no 130) - Pièce virtuose à traits, double notes et fusées nombreuses le tout sur un thème de sept notes. Celui-ci passe en mélodie ou en accord d'une main à l'autre dans un mélisme d'une grande variété de rythmes.
3. Barafostus' Dream [3] (no 131) - En ré. Pièce avec 7 variations sur un air populaire, également connu sous le titre de The Shepherd's Joy. Très dense,  développée et virtuose (sauts sur deux octaves ou plus à la main gauche, triolets, sextolets, syncopes) elle montre le compositeur comme un maître du clavier. La note la plus grave étant un la (troisième ligne supplémentaire de la clé de fa). Cf. la pièce anonyme no 18. Exemple ci-dessous : extrait du début de la cinquième variation.
4. The Hunting Galliard [4] (no 132) - En la. Plus scène de chasse que gaillarde, il se déroule dans cette puissante pièce une course poursuite entre les deux mains évoquée par les trilles, les figures répétitives, les gammes descendantes, jusqu'à une accélération en triples croches des dernières mesures.
5. Worster Braules (no 207) En ré.

### Thomas Warrock(2 pièces)
1. Pavana (no 97) En si-bémol majeur.
2. Galiarda (no 98)

### Éditions
- Édition de J. A. Fuller Maitlands[36] & W. Barclay Squire (1894) Breitkopf & Härtel, 1899
- Dover, New York 1963, rev. 1979 (Reprint de l'édition Breitkopf, 2 vol.) [0-486-21068-5 & 0-486-21069-3]
- The music collections of the Cambridge libraries - Woodbridge, Conn. : Research Publications, 1991 (facsimile à partir du microfilm du manuscrit)
- Musica Britannica vol. 102 : Keyboard Music from Fitzwilliam Manuscripts, éd. Christopher Hogwood et Alan Brown. Comprend les œuvres non incluses dans les parutions par compositeur de la collection (Bull, Byrd, Farnaby, Gibbons, etc.).

L'édition Dover contiennent encore nombre d'erreurs de transcriptions malgré une seconde édition.

### Discographie
Outre les enregistrements intégraux de Pieter-Jan Belder et Martin Souter, se trouvent de nombreux disques qui permettent de faire le tour du Fitzwilliam Virginal Book.

#### CD
- Martin Souter, Fitzwilliam Virginal Book - Clavecins (Andrea et Anthony Goble 1995 ; Arnold Dolmetsch 1897), virginals (David Law 1983) et orgue (anonyme c. 1605) (2006, The Gift of Music CCL CD229...)
- Pieter-Jan Belder, Fitzwilliam Virginal Book – I. : Bull, Byrd, Farnaby, Gibbons, Morley, Philips, Tomkins ; II. : Byrd ; III. Philips, Sweelinck ; IV. : Farnaby, Bull (septembre et octobre 2011/mai et juin 2012 - 15 CD Brilliant Classics 94 303 ; 94 362...)
- Gustav Leonhardt, Fantasias, Pavans & Galliards (1992 - Philips 438 153-2[37]) - Contient 9 œuvres du FWVB, jouées sur clavecin, virginal et muselar complétés par trois pièces du Parthenia, un Ground extrait du Nevell, une pavane & galliard de Tomkins et un inédit de William Randall.
- Ton Koopman, Fitzwilliam Virginal Book (1986 - Capriccio 10 211) - 12 pièces
- Zsuzsa Pertis, Fitzwilliam Virginal Book (1988 - Hungaroton "White Label" HRC 079)
- Bob van Asperen, Virginal (2001 - Mirare MIM006) - Sur quatre instruments du Musée des Instruments de musique de Bruxelles.

Quelques disques entièrement consacrés à Bull, Byrd, Farnaby, Gibbons, Peter Philips et Tomkins :
- Peter Watchorn et Mahan Esfahani, John Bull, Œuvres pour clavier, vol. 1 (juillet 2007, 2CD Musica omnia) (OCLC 937844381)
- Pierre Hantaï, John Bull, Doctor Bull's good Night (1994 - Astrée/Auvidis E 8543)
- Bob van Asperen, John Bull, [13] Pièces pour clavecin (1983 - Warner/Teldec)
- Étienne Baillot, John Bull, [12] Pièces pour orgue (1984 - K617 K617003) - Sur l'orgue du triforium de la Cathédrale Metz.
- Gustav Leonhardt, William Byrd, [14] Pièces pour clavecin (novembre 2004 - Alpha 073)
- Davitt Moroney, William Byrd, Pavanes & Gaillards (mai 1986 - 2CD Harmonia Mundi 901241.42)
- Davitt Moroney,  William Byrd, L’œuvre pour clavier (entre 1991 et 1997 - 7CD Hyperion CDS44461/7)
- Bertrand Cuiller, William Byrd Pescodd Time (2005 - Alpha 086)
- Colin Tilney,  William Byrd, Musique pour clavecin (1974 - Emi "Refexe" 8 26489 2)
- Pierre Hantaï, Giles Farnaby, [30] Pièces pour clavier (1990 - Adda/Accord)
- Timothy Roberts, Giles Farnaby, [20] Pièces pour clavier (2003 - Earlymusic)
- James Johnstone, Orlando Gibbons, [22] Pièces pour claviers (1999 - ASV)
- Emer Buckley, Peter Philips, [13] Pièces de clavecin (1987 - Harmonia Mundi)
- Bernhard Klapprott, Thomas Tomkins, Intégrale de l'œuvre pour clavier, (4CD MDG B00003L1XM)
- Carole Cerasi, Thomas Tomkins (Metronome MetCD 1049) - Clavecin et virginal sur une copie de Willem Kroesbergen, Utrecht 1972, d'après Bartolomeo Sephanini et un muselar de Derek Adlam et Richard Burnett, Finchcocks 1973 d'après Johannes Ruckers, 1611 conservé au Vleeshuis Museum à Anvers.

#### LP
En vinyle existaient quelques compilations :
- Fritz Neumeyer, Fitzwilliam Virginal Book : Byrd BK 6, 12-13, 14, 38, 53, 89, 91 (24-25 mai 1954, LP Archiv 13 026 AP)
- Joseph Payne, Fitzwilliam Virginal Book (1964, 3LP Vox VBX 72)
- Blanche Winogron, The Fitzwilliam Virginal Book (c.1966, HCR-ST-7015)
- George Malcolm, The Fitzwilliam Virginal Book (c.1970, LP Peerless/Oryx) (OCLC 4201379)
- Colin Tilney, English Virginal Music, Byrd, Bull, Gibbons, Philips… (c.1973, Argo ZRG 675) (OCLC 4237258)
- Christopher Hogwood, The Fitzwilliam Virginal Book (1981, 2LP L'Oiseau-Lyre D261D2) L'interprète joue trois instruments (clavecin, épinette et clavicorde) ainsi  qu'un orgue. Le répertoire est diversifié, passant des anonymes à Byrd, Farnaby, Philips, Tisdall…